# سقوط شاهنشاهی ساسانی
سقوط شاهنشاهی ساسانی نوشتاری است که به عوامل درونی فروپاشی ساسانیان به‌دست اعراب ارتباط دارد. در شکست ایرانیان از اعراب چندین عامل بهم پیوسته تأثیر داشتند. برخی از این عوامل به‌دست خود ایرانیان فراهم شده بود. آخرین شاهنشاه مقتدر ساسانی خسرو پرویز با وجود معایب و اشتباهاتش فرمانروای با اراده و نیرومندی بود و در مدت سلطنت سی و هشت سالهٔ خود توانست از حرص و جاه‌طلبی نجیب‌زادگان جلوگیری کند، اما جنگ‌های پیاپی کشور را ضعیف کرد و شکست‌های سال‌های اخیر جنگ ایران و روم، ضربه‌های هولناکی بر ایران وارد آورد. کشته شدن خسرو در سال ۶۲۸ میلادی موجب افزایش حرص و آز و هرج و مرج و شورش در کشور شد و قدرت دودمان پادشاهی به علت فرمانروایی بی‌دوام جانشینان خسرو، ضعیف و بی‌مایه گشت. اوضاع دولت ساسانی بر این منوال بود که در سال ۶۳۴ میلادی به فرمان عمر بن الخطاب لشکریان اعراب به ایران روی نهادند و توانستند در ظرف مدت کوتاهی باعث فروپاشی این دودمان چهارصد ساله بشوند.

## قیام بهرام چوبینه

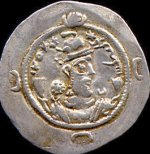
سکه‌ای منقش به تصویر بهرام چوبین

خسرو پرویز در سال ۵۹۰ میلادی به جای پدرش هرمز چهارم بر تخت نشست. بهرام چوبین یکی از سرداران بزرگ و دلاور ایران و از خاندان مهران اشکانی بود. او در روزگار هرمز چهارم پدر خسرو پرویز سرکشی آغاز کرد و چون مردی کارآزموده و دلیر بود، بیشتر سپاهیان ایران بسوی او رفتند. بهرام چوبین به پادشاهی خسرو تن در نداد و خود ادعای شاهنشاهی کرد. خسرو پرویز ابتدا خواست با زبان خوش هماورد را براه آورد و با وی بسازد، چون سودی نبخشید خسرو مجبور شد با خیزش بهرام چوبین به مقابله بپردازد. در حلوان (قصر شیرین کنونی) دو جنگاور بهم درآویختند و پرویز درین نبرد نتوانست پایداری کند. در تاریخ دودمان ساسانی بهرام چوبین نخستین کسی بود که فرصت پیدا کرد و توانست تاج و تخت را به زور از خاندان ساسانی بستاند. او در تیسفون خود را پادشاه خواند و به نام خود سکه نیز زد.

## پناهندگی خسرو پرویز به دربار روم

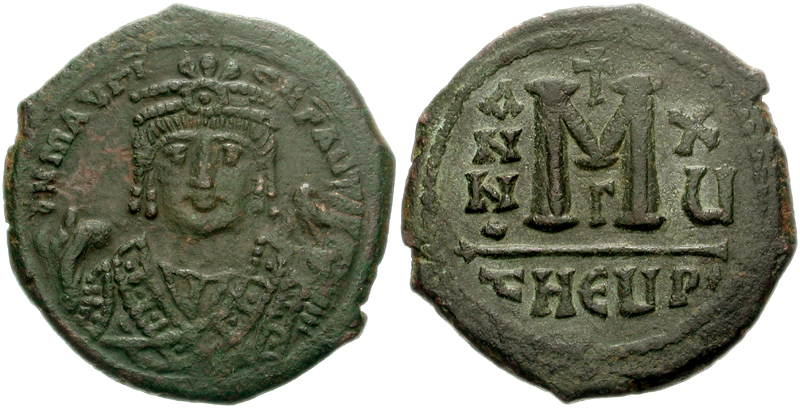
سکه‌ای منقش به تصویر موریکیوس امپراتور روم

خسرو پس از شکست از بهرام چوبین، متواری شد و با این وجود که سپاه بهرام او را تعقیب می‌کرد، از دجله عبور کرده و با رنج فراوان خود را به قسطنطنیه رساند و از امپراتور روم موریکیوس یاری خواست. خسرو پرویز در روم با قیصر موریکیوس توافق‌هایی کرد. موریکیوس حاضر شد، خسرو را پسر خود دانسته، از او پشتیبانی کند تا به پایتخت ایران تیسفون برگردد، بشرط اینکه خسرو در ازای این همراهی ارمنستان ایران و قلعه دارا را به بیزانس واگذار کند.امپراتور روم دختر خود مریم (ماریا) را به عقد او درآورد و هفتاد هزار سپاهی رومی در اختیار خسرو گذاشت و برای اولین بار روم شرقی این فرصت را یافت تا در امور داخلی ایران مداخله کند. خسرو به همراه سپاهیان رومی، به همراه سردار «تئودوسیوس پسر موریس» پسر قیصر به ایران بازگشت. خسرو با همیاری نجیب‌زادگان تیسفون و گروهی از بزرگان اهل ارمنستان که به خسرو پیوسته بودند، در حوالی گنزک آذربایجان با بهرام چوبین وارد جنگ شد و او را شکست داد و دوباره بر تخت شاهی ایران نشست. بازگشت خسرو به سلطنت، در سال ۵۹۱ میلادی به وقوع پیوست.
پرویز پس از این کامیابی، پسر امپراتور روم و سپاهش را با هدیه‌های فراوان و گرانبها بنواخت و به روم بازگردانید. با حمایت پدرانه‌ای که موریکیوس علیرغم منافع و امکاناتی که شاید خلاف آن را اقتضا داشت، نسبت به خسرو انجام داد، صلح واقعی بین دو کشور برقرار شد و تا وقتی موریکیوس امپراتور روم بود، روابط مابین دو دربار، کاملاً صمیمانه بود ولی در سال ۶۰۲ میلادی، موریکیوس و خانواده‌اش، به‌دست فوکاس امپراتور بعدی بیزانس کشته شدند.

### تبدیل جنگ ایران و روم به یک جنگ مذهبی
نقش دین در روابط خارجی بیزانس و ایران برجسته بود. نقش عنصر مذهبی در تمام مبارزه با ایران حاکم است. این دو امپراتوری فقط رقیب در میدان جنگ نبودند. همزمان با جنگ واقعی، جنگ ایدئولوژیک بین آنها در جریان بود، زیرا هر دو سعی داشتند مردم را به دین خود تبدیل کنند. مغان زرتشتی و اسقف‌های مسیحی در جنگ تبلیغاتی به رقیب یکدیگر تبدیل شدند که در آن از همه امکانات استفاده شد. هنگامی که کنستانتین بزرگ مسیحی شد، فرصتی طلایی ایجاد کرد تا یک دین جهانی‌گرا،  اقتدار کتاب مقدس و انگیزه‌های تبلیغی آن را با نیروهای امپراتوری در جهت توسعه سیاسی، نظامی و اقتصادی، به منظور ایجاد یک امپراتوری جهانی واقعی متحد کند. کنستانتین بزرگ اولین کسی بود که از دین به عنوان سلاحی برای جذب مردم به امپراتوری روم استفاده کرد. رؤیای سلطهٔ جهانی می‌تواند از طریق گسترش مسیحیت به واقعیت تبدیل شود. ایران در زمان ساسانیان تا حد زیادی زرتشتی شد. آموزه زرتشت به دین ممتاز تبدیل شد و به ستون حمایتی پادشاهی ساسانی تبدیل شد. آزار و اذیت مسیحیان در ایران به دنبال اعلامیه کنستانتین بزرگ مبنی بر اینکه رهبر همه مسیحیان در یکمان ( اصطلاحی که در یونانی باستان برای اشاره جهان شناخته شده، مسکون یا قابل سکونت) است، صورت گرفت. مورخان کلیسا، موبدان زرتشتی را  به عنوان مسئول شکنجه و مجازات اعدام علیه مسیحیان ایران متهم می‌کردند، در حالی که شهیدشناسی آنها را دارای نیروهای شیطانی و اعمال غیراخلاقی در زندگی خصوصی خود نشان می‌داد. برعکس، مورخان سکولار بیزانسی، آنها را به عنوان کاهنان ساده و مردان مقدسی ستایش می‌کردند که پیرو آداب و رسوم خود در صلح و آرامش زندگی می‌کردند. تبلیغات رومی، از طریق نوشتن تاریخ، شاهان یزدگرد یکم، خسروی یکم و خسرو دوم را به عنوان افرادی که به مسیحیت گرویده‌اند یا حداقل به عنوان هواداران مسیحی معرفی شده‌اند، نشان می داد. مورخان بیزانسی اغلب برای توجیه سیاست امپراتوران در قبال فرمانروایان ایرانی دست به افسانه سازی مذهبی می‌زدند. در طول قرون ششم و هفتم، هر دو کشور از تبلیغات دینی استفاده کردند. مسیحیان ایران به زودی مجبور به پیروی از آداب و رسوم کشور خود شدند زیرا نیاز به عدم امکان وجود اتباع ایرانی تحت فرمانروایی هر پیشوای رومی، استقلال کلیسای ایرانی را به وجود آورده بود. این عقیده رایج بود که ارتدکس مسیحی وفاداری به امپراتور روم است، نه به مسیح، و بدعت نشان دادن تنوع خاصی از روحیه غیر مسیحی نیست، بلکه توهینی علیه نظم دولتی روم است.  

## جنگ فرسایشی و طولانی مدت خسرو پرویز با امپراتوری روم
فوکاس که در تاریخ بیزانس به بدی از او یاد شده است در تاریخ ایران نیز باید پیک اهریمنی به‌شمار آید چه سرکار آمدن او، موجب جنگ‌هایی بین ایران و روم شد که از سال ۶۰۲ تا ۶۲۷ میلادی، تقریباً به‌مدت بیست سال، امتداد داشت. بنا بر قولی تنها پسر بجا مانده از امپراتور کشته شده، توانست خود را به ایران برساند و بیدادی را که بر پدر و خانواده‌اش رفته بود، از برای خسرو پرویز بازگوید و از او یاری بخواهد. پرویز از شنیدن این پیشامد برآشفت و فوکاس امپراتور جدید روم را به رسمیت نشناخت طولی نکشید که جنگ میان دو کشور آغاز شد. در گیرودار لشکرکشی ایران، خود رومیان فوکاس را در سال ۶۱۰ میلادی کشتند و هراکلیوس (هرقل) را به امپراتوری برداشتند. هراکلیوس در داخل کشور با چنان بحرانی درگیر بود که نمی‌توانست به آسانی خود را برای مقابله با سپاه ایران آماده سازد و چندین بار به خسرو پیشنهاد صلح داداما خسرو پرویز که سپاه پیروزش همچنان در خاک‌های آسیایی روم پیش می‌رفتند، برین اندیشید که به شاهنشاهی خود، از سوی باختر گشایش دهد و لشکرکشی خسرو که در آغاز از برای یاری خاندان موریکیوس بود، تغییر ماهیت داده و به نبردهای سهمگینی میان ایران و روم تبدیل شد.

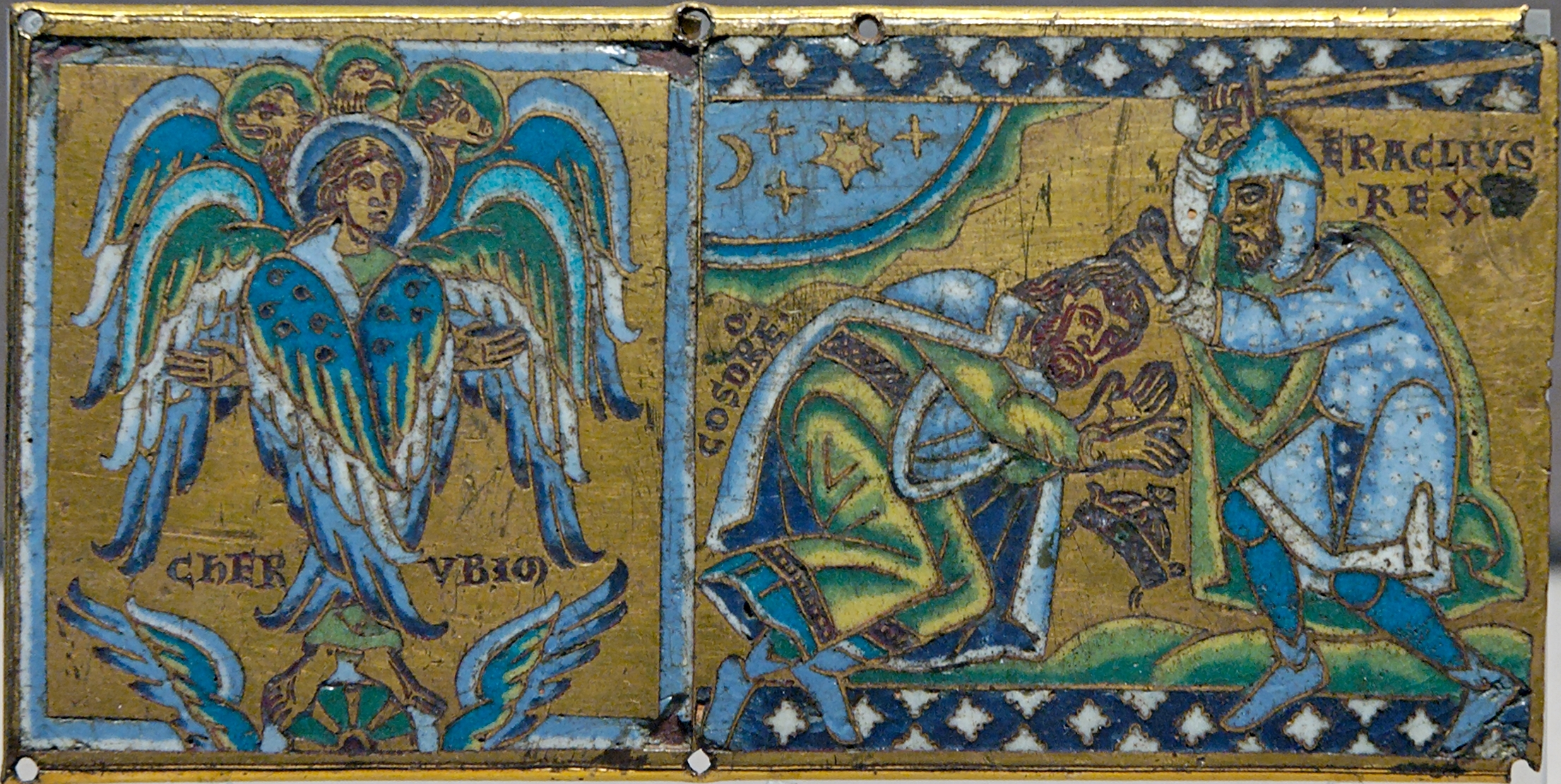
یک تصویر خیالی از گرفتن خسرو پرویز تسلیم‌شده به فرشتگان و هراکلیوس، پلاکی از یک صلیب (پاریس، موزه لوور)

در نخستین سال‌های این جنگ، لشکریان ناتوان روم در برابر سپاهیان پیروزمند ایران نتوانستند پایداری کنند. لشکریان ایران به فرماندهی شهروراز در سال ۶۱۴ میلادی به فلسطین رسیدند. گروه انبوهی از یهودیان که ۲۶۰۰۰ نفر نوشته‌اند به لشکریان ایران پیوستند. پس از دست یافتن به این شهر مقدس لشکر ایران به همراهی و راهنمایی یهودیان دست به غارت گشودند و کلیساها و خود مزار عیسی مسیح را سوزانیدند و گروه انبوهی را کشتند و ۳۵۰۰۰ برده گرفتند. در میان این بردگان گروهی از کشیشان از جمله پیشوای بزرگ مسیحیان، «زکریا» نیز بود. صلیب راستین در میان چیزهای گران‌بهایی بود که از اورشلیم ربوده شدند که ناراحتی بزرگی در جهان مسیحیان افکنده بود. صلیب راستین آن چلیپایی بود که عیسی مسیح بالای آن جان سپرد. این چلیپا نزد مسیحیان گرامی‌ترین یادگار عیسی مسیح است.پورداوود، آناهیتا، پنجاه گفتار پورداوود، ۳۴۹.</ref>
شاهان ساسانی همواره درصدد بودند که مرزهای ایران را به حدود زمان هخامنشی برسانند. تسخیر مصر در سال ۶۱۶ میلادی خاطرهٔ پیروزی‌های عهد هخامنشی را زنده کرد و ایران تقریباً به حدود زمان هخامنشیان رسید. با آنکه مالیات‌ها و تلفات انسانی‌ای که بر اثر این جنگ‌ها بر ایرانیان تحمیل می‌شد، از غنایم و غارت‌ها بسیار گرانتر بود، دلخوشی به این پیروزی‌ها هر گونه ناخرسندی را که دراین‌باره ممکن بود در دل‌ها راه بیابد، محکوم به سکوت می‌کرد. اگر در این برهه از زمان نیروی دریایی مجهزی در اختیار سپاه ایران قرار داشت، تسخیر قسطنطنیه پایتخت روم قطعی بود اما این پیروزی به‌دست نیامد. اوضاع روم بقدری بد بود که هراکلیوس پنهانی به تخلیه قسطنطنیه پرداخت و اندوخته‌های گرانبهای پایتخت را در کشتی نهاده و بسوی کارتاژ فرستاد. خود امپراتور نیز در ابتدا می‌خواست از پایتخت فرار کرده و به کارتاژ در آفریقا برگردد. پس از اینکه مردم بیزانس دریافتند که امپراتورشان آماده گریز است، بشورش برخاستند. به ویژه روحانیون و پیشوایان دینی، مردم را به پایداری تشویق می‌کردند. پیشوای بزرگ قسطنطنیه، هراکلیوس را به کلیسای سنت صوفیا برد تا سوگند یاد کند که پایتخت را رها نخواهد کرد بالاخره هراکلیوس راضی شد بماند و قرار شد که خزائن و دارائی‌های کلیساها به مصرف تهیه اردوگاه‌های نظامی و جنگی برسد. شور و هیجانی که از ویران شدن شهر مقدس اورشلیم و ربوده شدن صلیب راستین برخاسته بود، بسیار کارگر افتاد و خود مایهٔ دلگرمی امپراتور شکست خورده گردید. همه بر آن شدند که از برای آزادی صلیب راستین جانفشانی کنند.پورداوود، آناهیتا، پنجاه گفتار پورداوود، ۳۵۳.</ref> ماناندیان دانشمند ارمنی در کتاب خود زیر عنوان «خط سیر هراکلیوس در جنگ با ایران» لشکرکشی هراکلیوس را نوعی جنگ صلیبی نامیده است که گویا به تلافی حملهٔ سپاه ایران به اورشلیم و نابودی کلیساها صورت گرفته بود.

#### ویران کردن آتشکده آذرگشسب به‌دست هراکلیوس
در سال ۶۲۲ میلادی در نزدیکی ارمنستان میان هراکلیوس و شهربراز سردار ایرانی، جنگی با نام نبرد ایسوس (۶۲۲) درگرفت، که با پیروزی رومی‌ها به پایان رسید. سال بعد هراکلیوس با مردمان شمالی مثل خزرها و غیره همدست شده، بطرف ایران لشکرکشی کرد و خسرو با لشکری شامل چهل هزار نفر به آذربایجان شتافت ولی هراکلیوس آذربایجان را نیز تصرف کرد. خسرو پرویز در آن هنگام در شهر گنزک (تخت سلیمان کنونی) پایگاه آتشکده آذرگشسب بود. در آن زمان آتشکده آذرگشسب یکی از زیارتگاه‌های بزرگ ایران‌زمین به‌شمار می‌رفت. در سنت ایرانیان است که این آتش را اهورامزدا از برای نگهبانی پادشاه و گروه رزمیان از آسمان فرو فرستاده، این بود که آذرگشسب، آتشکدهٔ شاهنشاهی بود. با نزدیک شدن دشمن، خسرو به ناچار از گنزک بیرون رفت. لشکریان هراکلیوس وارد گنزک شده و به تلافی و کینه‌توزی از اورشلیم و مزار عیسی مسیح، آتشکده را ویران کردند. اثر روحی واژگون شدن آتشکدهٔ شاهنشاهی ایران چنان شدید بود که بسیاری از رزم‌آوران پرویز همان‌جا افسرده و دلسرد و پراکنده شدند.پورداوود، آناهیتا، پنجاه گفتار پورداوود، ۳۵۶.</ref>>

### شکست نهایی خسرو از هراکلیوس

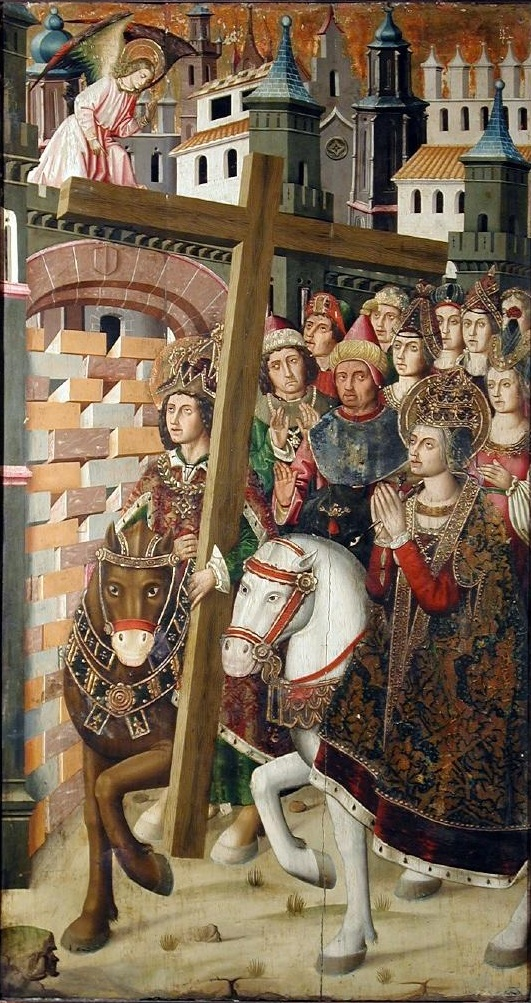
تصویری نقاشی شده از بازگرداندن صلیب راستین توسط هراکلیوس به بیت‌المقدس

در سال ۶۲۷ میلادی هراکلیوس بر این شد که بطرف دستگرد برود. این محل در نزدیکی تیسفون، پایتخت خسرو پرویز بود در نزدیکی نینوای قدیم (بغداد کنونی) جنگی به نام نبرد نینوا (۶۲۷ میلادی) بین رومی‌ها و ایرانی‌ها درگرفت که به شکست نیروهای ایرانی انجامید. هراکلیوس می‌توانست پس از فتح دستگرد، تیسفون را نیز بگشاید ولی چون می‌اندیشید که شاید ایرانیان راه برگشتن را بر روی او ببندند، پس از فتح دستگرد به تیسفون حمله نکرد و به سوی گنزک برگشت. شکست از هراکلیوس بنیاد پادشاهی خاندان کهنسال ساسانیان را بلرزاند و به ویژه برای خسرو پرویز آبرویی نماند. پیداست که شیرازهٔ کارها پس از این شکست مانند هر کشور دیگری از هم گسیخته شد. در این روزهای بحرانی نفوذ زن مسیحی خسرو شیرین (همسر خسرو پرویز) بقدری بود که شاه بالاخره در صدد درآمد به جای پسر بزرگ خویش شیرویه، مردانشاه پسر شیرین (همسر خسرو پرویز) را به ولیعهدی انتخاب کند. مسئلهٔ انتخاب ولیعهد، در این هنگام که پادشاه ضعیف و بیمار بود، نمی‌توانست با مداخلهٔ بزرگان و نجبا برخورد نکند. ناخرسندی نجبا از انتخاب مردانشاه با سعی شیرویه جهت نیل به حق خویش، خسرو را مواجه با یک توطئهٔ خونین خانوادگی ساخت. طولی نکشید که بزرگان برکناری او را خواستار شدند و پسرش شیرویه را که مادرش مریم دختر امپراتور سابق روم بود، بر جای او نشاندند.

## قتل‌عام خانوادگی خاندان پرویز توسط شیرویه
در روز ۲۴ فوریه (پنجم اسفند) سال ۶۲۸ میلادی خسرو پرویز، از سلطنت خلع شده و زندانی شد. خسرو قبل از مرگ، پاسخ پاره‌ای از اتهامات خود را داد. محاکمه و دفاعیات خسرو پرویز در تاریخ طبری و تاریخ بلعمی و شاهنامه ثبت شده است. شیرویه با نام قباد دوم، سلطنت خود را آغاز کرد. هفده یا به قولی هجده پسر خسرو که نامشان در روایت حمزه اصفهانی هست، به امر شیرویه اعدام شدند. نوشته‌شده که آن‌ها را در جلوی چشم پدر، کشتند. سرانجام پس از پنج روز حبس، خسرو پرویز در زندان به دست مهرهرمزد پسر مردانشاه، به قتل رسید.

## طغیان دجله و فرات و شیوع طاعون
در سال ۶۲۷ میلادی یکسال پیش از مرگ خسرو پرویز دو رود بزرگ دجله و فرات با هم سرکشی کردند و در سر راه خود در همه جا سد و بند را شکسته، خانه و آشیان مردم را آب فرا گرفت و کشتزارها، به تالاب مبدل شد. خسرو پرویز کوشید که این بلا را از مردم بگرداند. کارگران را با مزد بسیار بر آن داشت که آسیب‌ها را برطرف کنند ولی همه این کوشش‌ها بیهوده ماند. پس از چندی که آب فرو نشست، سرزمین سواد (عراق) یک باتلاق بزرگ گردید و ناخوشی‌های گوناگون از جمله طاعون پدید آورد. علی بن حسین مسعودی نوشته است بیش از صد هزار تن از مردم ناحیه در اثر طاعون سهمگینی که بعد از طغیان رودخانه بروز کرد، کشته شدند. ناکامی خسرو در ترمیم ویرانی‌ها یک نشانهٔ بارز از تضعیف دولت ساسانی، در چشم مردم قلمداد شد. نوشته‌اند که گوشه‌ای از تالار دربار یا کاخ پادشاهی تیسفون از این طغیان فرو ریخت و آن را به فال بد گرفتند.

## پادشاهی ده تن پس از مرگ خسرو پرویز
پس از برکناری خسرو پرویز، پسران خسرو همه به دستور شیرویه کشته شدند و خود شیرویه نیز پس از چند ماه پادشاهی به بیماری طاعون درگذشت. همین پادشاهی چند ماهه، از برای تهی کردن ایران از سران و بزرگان کافی بود. شیرویه گمان نمی‌برد که روزی خواهرانش پوراندخت و آزرمیدخت به شاهی خواهند رسید، اگرنه آنان را نیز می‌کشت. از این دوران پرآشوب از سلطنت این دو خواهر، یادگارهای نسبتاً بهتری بجا مانده است. اینان به اندازه‌ای که توانستند کوشیدند که به کارهای پراکنده، سر و سامانی دهند. در روزگار پوراندخت، صلیب راستین درحالی‌که که مهر غلاف آن نشکسته و باز نشده بود، به امپراتور هراکلیوس پس داده شد. از مرگ خسرو پرویز تا به سر کار آمدن یزدگرد سوم یعنی در هنگام چهار سال، ده تن به شاهی رسیدند. پیداست که هر یک از این آمدگان و رفتگان را داستان خونینی‌است. هیچ‌کدام از آنان به این سادگی نیامده و نرفته‌اند و هر یک را آشوبی در پی بود و در هر جای ایران‌زمین کسی به آرزوی تاج و تخت شاهی شورشی برمی‌انگیخت.

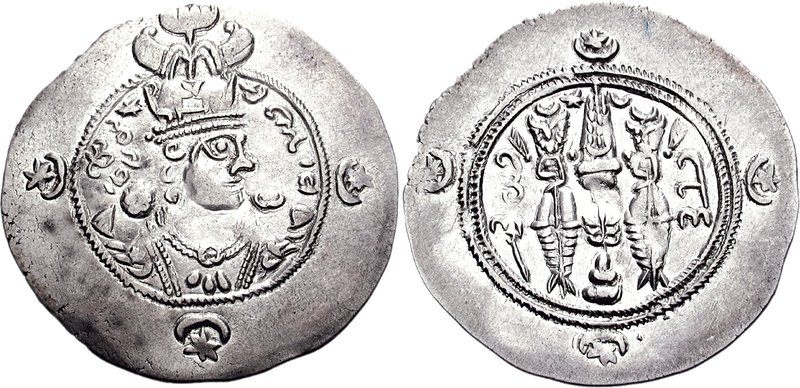
سکه‌ای از یزدگرد سوم، ضرب‌شده در سگستان در سال یازدهم شاهنشاهی او

یزدگرد سوم آخرین پادشاه ساسانی، پسر شهریار و نوهٔ خسرو پرویز بود که در سال ۶۳۲ میلادی چون کسی از خانوادهٔ سلطنتی باقی نمانده بود، او را پیدا کرده و بر تخت نشاندند. در دومین سال پادشاهی یزدگرد در سال ۶۳۳ میلادی، اولین جنگ سرحدی بین ایران و اعراب بنام جنگ زنجیر درگرفت که با شکست ایران خاتمه پیدا کرد. حملات و حوادث بعدی چنان به سرعت روی داد که مقابله با آن برای پادشاه بی‌تجربه‌ای مثل یزدگرد، ممکن نشد.

## اخذ مالیات‌های سنگین
دربارهٔ کاخ‌ها و حرم‌سراها و تجملات دربار خسرو پرویز حکایت‌ها مانده و ادیبان و شاعران، داستان‌ها نوشته‌اند. بیشتر آنچه که در تاریخ نوشته‌اند، واقعیت بوده، زیرا خزانه‌ها و گنج‌ها و تجملات او را هیچ‌یک از شاهان پیشین ساسانی نداشته‌اند. خسرو پرویز در محاکمه و دفاعیات خسرو پرویز گفته‌بود که موجودی خزانهٔ ایران را در مدت سلطنتش چهار برابر کرده است. اگر مخارج جنگ‌های بیست سالهٔ ایران و روم را به مخارج دربار ایران افزون کنیم به سادگی می‌توان دریافت که چه تحمیلاتی در زمان او به مردم ایران می‌شده است.

## تشتتات مذهبی
فهرست اجمالی مذاهبی که در آن زمان در ایران پدید آمد یا از کشورهای بیگانه به ایران رخنه یافته بود، وجود هرج و مرج عقیدتی و اختلافات مذهبی را در دوران ساسانی تأیید می‌کند. اختلافات پیروان زرتشت با فرق دیگر آن مثل آیین زروانی و غیره. در دورهٔ ساسانی علاوه بر مذاهبی مانند مانی و مزدک که در داخل ایران پدید آمده‌بود، دو مذهب دیگر از خارج به ایران سرایت کرد، مذهب عیسوی از طرف مغرب و بودایی از طرف شرق و شمال. روحانیون زرتشتی در زمان خسرو پرویز با اینکه نمایندهٔ دیانت رسمی ایران محسوب می‌شدند، چندان قدرت نداشتند. افول طبقهٔ روحانی حتی در اخلاق و ایمان و عبادات مغان و موبدان هم سرایت کرده‌بود. عبارتی که در فصل پنجاه و نهم مینوی خرد (تدوین شده در اواخر دورهٔ ساسانی)، راجع به عیوب روحانیون دیده می‌شود، مورد بسیار قابل توجه‌ای است. آن عیوب از این قرار است، برگشتن از دین (ارتداد)، حرص، غفلت، مشاغل تجارتی، اهمیت بسیار برای مسائل جزئی و بیهوده و سستی ایمان در مسائل دینی.
در این دوران، آزادی اندیشه وجود نداشت و پیروان دین‌های دیگر از سوی دین زرتشتی و موبدان و دولت متعصب ساسانی، به سختی مورد پیگرد قرار می‌گرفتند و حکومت ساسانی، مجری احکام علمای روحانی بود. واضحست که وقتیکه جمعی از مردم کشور، به صورت پنهانی دین دیگری داشته و در ظاهر مجبور به پنهان‌کاری باشند و با قتل و زجر مورد پیگرد قرار گیرند، میهن‌پرستی آن‌ها خیلی ضعیف می‌شود و با دولت خود یکدل نمی‌شوند و بلکه کینهٔ درونی نیز پیدا می‌کنند و این کینه در موقع جنگ با کشورهای خارجی باعث ضرر سیاسی برای مملکت می‌گردد.

### نارضایتی مذاهب غیرزرتشتی
در اواخر سلطنت ساسانیان دین مسیحی در میان مردم رخنه کرده بود و تعداد ایرانیان عیسوی مذهب زیاد بود. چون موبدان و اعیان و اغلب شاهان ساسانی به انواع شکنجه‌ها کسانی‌که به این دین گرویده‌بودند و مرتد شمرده می‌شدند، دنبال می‌کردند. دل این جمع که آزادی در کیش خود نداشته و در فشار بودند با دولت مسیحی روم بود. دولت ایران به همین جهت آن‌ها را خائن و ستون پنجم دشمن خارجی شمرده و بر شدت معامله می‌افزود. خصوصاً در زمان خسرو پرویز به واسطهٔ اقدام بسیار تند او نسبت به مقدسات مسیحیان در جریان حمله به اورشلیم، کینه و نفرت تمام عالم مسیحی با بیشترین درجه تحریک شده‌بود. از طرف دیگر مانویان نیز به شدت تحت تعقیب بودند و به‌هیچ‌وجه آزادی در مذهب خود نداشتند. مزدکیان نیز که یک قرن پیش‌تر شاهد قتل‌عام هم‌کیشان خویش و مزدک بودند، به مخالفان دولت پیوستند. این فرقه که ظاهراً در عدد هم زیاد بودند، به صورت پنهانی دین خود را نگاهداری می‌کردند به‌طوری‌که حتی در پنج سدهٔ بعد هم در بعضی نواحی ایران وجود داشتند. این اختلافات و ازهم‌گسیختگی مذهبی که برگرفته از شدت تعصب و استبداد بود، در ضعف نیروهای کشور تأثیری کمتر از دیگر عوامل نداشت.

## نقش و نفوذ ستاره‌شناسان و خرافات بر روی خسرو پرویز و پیامدهای ویرانگر آن
انوشیروان، جد خسرو پرویز، به دانش و حکمت و فلسفهٔ یونانی و هندی علاقه داشت. این علاقه انعکاس وجود نوعی فکر تجددگرایی در عصر وی بود اما خسرو پرویز برخلاف جدش علاقهٔ زیادی به فکر و فلسفه نشان نداد. طبری روایت کرده است که پیوسته در دربار، پیرامون خسرو پرویز جماعت کثیری، ستاره‌شناس و پیشگو جای داشته‌اند و تعداد آن‌ها را به عدد ایام سال ۳۶۰ نفر ذکر کرده است. اشتغال خسرو پرویز به زنان از اسبابی بود که او را به خرافات و فال و ستاره‌شناسی علاقمند کرد. رو آوردن خسرو به خرافات و نقش تاریخی ستاره‌شناسان در دربار خسرو پرویز و تأثیر آن در برخی از تصمیمات مهم و نادرست خسرو پرویز، از مواردی است که کمتر به آن توجه شده است.

## قتل بزرگان کشور به‌دست خسرو پرویز
رفتار پیش از جنگ خسرو چنان نبود که مردم از او خوشدل باشند. او در طی فرمانروایی خود، گروهی از سران خاندان‌های نامور و آزاده را هر یک به بهانه‌ای کشت. به چنین قتل‌هایی در هنگام فرمانروایی سی‌وهشت سالهٔ خسرو فزون و فراوان برمی‌خوریم. شک و بدگمانی‌های خسرو نسبت به سران کشور، نه فقط ایران را از وجود مردانی که ممکن بود، در هنگام بحران به درد کشور بخورند، محروم کرده بود بلکه خانوادهٔ ساسانی را هم از شاهزادگان لایق و کارآمد تهی ساخت.

### بندوی
بندوی برادر گستهم و دائی خسرو پرویز بود. او کسی است که از برای به‌شاهی رساندن خواهرزاده‌اش که پرویز باشد، کوشش‌ها کرده بود. خسرو با اینکه نمی‌دانست چه‌کسی پدرش را کشته است، به بهانهٔ اینکه «بندوی» در کشتن پدرش هرمز چهارم دست داشته، او را کشت.>

### گستهم
گستهم (دائی خسرو پرویز) بود که در نشاندن خسرو برتخت پادشاهی نقش بسزایی داشت. خسرو فرماندهی خراسان را به او داده بود، بعد از مرگ برادرش بندوی، سر به طغیان برداشت و مانند بهرام چوبین تاج شاهی بر سر نهاد و ده سال در خراسان، در برابر لشکریان خسرو پرویز پایداری کرد. عاقبت به نیرنگ خسرو پرویز کشته شد.

### یزدین
یزدین رئیس مالیات ارضی در زمان خسرو پرویز بود. او دین مسیحیت داشت. یزدین هنگام لشکرکشی همراه سپاه می‌رفت تا از غنیمت جنگ و خراج رعیت، پیوسته خزانه را سرشار بدارد. یزدین نظیر این جهدی را که در انباشتن خزاین پادشاه بکار می‌بست در حمایت هم‌کیشان خود نیز روا می‌داشت، از این رو، پیشینه‌نویسان مسیحی از او جانبداری کرده‌اند. یزدین کلیساها و دیرهای بسیاری ساخت. در آنوقت که ایرانیان به اورشلیم دست یافتند، یزدین غنیمتی گزاف به تیسفون فرستاد، از جمله چیزهایی که در چشم مسیحیان بسیار ارزش داشت، یکی از آنها، چلیپای مرگ عیسی بود که صلیب راستین نام دارد. با پیروزی ایرانیان بر روم و آزادی اورشلیم، یهودیان فرصت را مناسب شمرده تا برای تلاقی‌جویی و انتقام‌گیری از مسیحیانی که معبد دوم آن‌ها را نابود کرده اقدام کنند. از این رو کلیساها را آتش زدند، صلیب‌ها را شکستند و مسیحیان زیادی را به بردگی گرفتند، بنابر پیشنهاد یزدین و فرمان پادشاه برخی از آنان به دار آویخته شدند و اموال آنان ضبط شد. سپس یزدین بعضی از کلیساها را از نو بنا نهاد اما جایگاه یزدین دوامی نیافت. علت سقوط او معلوم نیست اما هنگامی که سپاه هراکلیوس به نواحی مغرب ایران روی نهاد، خسرو فرمان داد تا یزدین را کشتند و زنش را در شکنجه نهادند، شاید بگوید که یزدین گنج‌های گرد آورده را کجا نهفته است.
یکی از فرزندان یزدین، شمطا نام داشت. خسرو با توقیف و اعدام یزدین با بهانه‌ای واهی، پسر وی را چند سال بعد در رأس مخالفان و بدخواهان خویش قرار داد. شمطا در شورشی که منتهی به خلع و قتل پرویز شد، از پیشقدمان بود. شمطا پس از خلع خسرو به فرمان شیرویه همراه با مهرهرمزد پسر مردانشاه که او نیز پدرش به دست خسرو پرویز کشته شده بود، در قلعه فراموشی را گشودند و جماعتی بسیار از زندانیان سیاسی از زندان نجات یافتند. شیرویه برادران خود را به تحریک شمطا و سایر بزرگان هلاک کرد.

### مردانشاه
بنابر داستانی که در کتاب طبری آمده است و واقعیت آن مشخص نیست، مردانشاه، فرماندار استان ولایت نیمروز در عراق و پیرو و نیکخواه خسرو پرویز بود. خسرو دو سال پیش از برکنار شدن، سرانجام کار خویش را از اخترشناسان پرسید و به او گفتند که مرگ وی از سوی نیمروز عراق باشد. خسرو به مردانشاه بدگمان شد و از او ترسید که مردی بزرگ بود و کسی چون او در آن ناحیه قدرت نداشت. خسرو فرمان داد تا او را کشتند. کشتن مردانشاه، تنها بخاطر پیشگویی‌های اخترشناسان، خشم و نارضایتی مردم را نسبت به خسرو برانگیخت.

### نعمان بن منذر
در میان پیش‌درآمدهای شکست ایرانیان از اعراب، آنچه بیش از همه به‌زیان ایرانیان و سود عرب‌ها بود، آزردگی خاندان لخمی بود. لخمی‌ها نام دودمانی عرب بود که در روزگار ساسانیان و میان سده‌های سوم تا هفتم میلادی بر حیره فرمان می‌راندند. نعمان سوم یا نعمان بن منذر آخرین پادشاه از سلسلهٔ لخمی‌ها در حیره بود. لخمی‌ها مسیحی و پیرو ساسانیان بودند و همواره خدمتگزار اینان و وفادار بودند.
نعمان سوم به دستور خسرو پرویز زندانی شده و سپس به قتل رسید. همین حادثه عزل و قتل نعمان سبب رویدادهای مهم بعدی شد که در انقراض دولت ایران تأثیر گذاشت. برکنار شدن خاندان باستانی بنی‌لخم، دوستی دیرین مردم آن سرزمین را به دشمنی تبدیل کرد، این است که با درآمدن عرب به حیره پایداری چندانی از آنان دیده نشد و خود را به عرب‌ها سپردند. اگر باز خاندان بنی لخم سرکار بود و به آن دوستی دیرین گزندی نرسیده بود، به این آسانی سپاه اعراب در آنجا رخنه نمی‌کرد و به تیسفون راه نمی‌یافت. قتل نعمان منجر به زنجیره رویدادهایی شد که در نهایت، جنگ ذوقار را در پی‌داشت.

## شکست در جنگ ذوقار
جنگ ذوقار به جنگی گفته می‌شود که به‌طور تقریبی بین سال‌های ۶۰۲ تا ۶۰۸ میلادی بین سپاه خسرو پرویز و قبایل بکر بن وائل، در جنوب عراق درگرفت. این جنگ در پی کشته شدن نعمان بن منذر و حوادث مرتبط با آن بود. در این جنگ سپاه ایران که متشکل از چند لشکر بود، در نزدیکی پایتخت لخمی‌ها، حیره که امروزه شهر کوفه نامیده می‌شود، از چند طایفهٔ عربی شکست خوردند. در حالی که اردوهای ایران، همان‌وقت در داخل خاک روم شرقی پیروزی‌های شایانی به‌دست آورده بودند، شکست در جنگ ذوقار ظاهراً نبایستی خیلی مهم محسوب شده باشد و در نگاه اول، خطرناک بنظر نیامد. لکن داستان شکست سپاه ایران، در نزدیکی پایتخت، از قبایل عربی، چنان بازتاب بزرگی در تمام عربستان پیدا کرد که در عرض و طول شبه‌جزیره، نقل مجالس و موضوع حماسه‌ها و افتخارات عرب شد و «یوم ذی قار» از بزرگ‌ترین حوادث ایام عرب گردید و هیجان ناشی از این پیروزی، موجب انگیزه و تشویق اعراب ضد ایران گردید. در واقع اشتباهات سیاسی خسرو پرویز، در برانداختن حائل لخمیان، بین قلمرو ایران و اعراب بادیه‌نشین، برخلاف سیاست دیرینه و مستمر دولت‌های قبلی، به عقیدهٔ بعضی از مورخان یکی از عوامل تصادم اعراب با مملکت ایران بود که در آخر به زوال دولت ساسانی انجامید.

## جایگاه نامناسب پایتخت
پایتخت ایران تیسفون، در مرز جنوب‌غربی کشور یعنی خاک قدیم بابل قرار داشت به این‌جهت، هم در معرض حملهٔ روم و هم عرب نزدیک بود و روشن است که در آن زمان از دست رفتن پایتخت و فرار شاه چقدر موجب پریشانی و نااُمیدی در کشور شده است. اگر پایتخت به جای یک ناحیهٔ مرزی در داخل ایران بود، انقراض دولت به این سادگی امکانپذیر نبود. به‌ویژه درگیری دائمی با روم و توجهٔ عمده به غرب کشور، باعث غفلت از مرز شرقی می‌شد.

## حملهٔ ترکان به شرق ایران
گرفتاری‌های خسرو پرویز پیکارهای او در غرب با روم شرقی سبب شده‌بود که وی نتواند چنان‌که باید به اقدامات لازم در امور مرزهای شرقی دست زند. بدین روال طی سال‌های ۶۲۰ تا ۶۳۰ میلادی، مرزهای شرقی ایران بی‌دفاع ماند. در اواخر پادشاهی خسرو پرویز اتحاد ترکان با دولت روم ضد ایران نیز یکی از عوامل ضعف ساسانیان گردید. تون جبغو خان خان بزرگ خاقانات غربی ترک، جنوب افغانستان را تسخیر کرد و به همین ترتیب تمام شمال و غرب پاکستان معاصر به تصرف ترک‌ها درآمد یا حداقل مطیع ترک‌های مهاجم گردید.

## چیرگی سرداران لشکر
در نتیجه سیاست نظامی تازه‌ای که از زمان خسرو انوشیروان در ایران پیش گرفته‌شد، دگرگونی‌هایی رخ داد که کشور را به سوی چیرگی سرداران لشکر سوق داد. هر اسپهبد یا فرماندار، ایالت خود را مانند روزگار قدیم از ملوک‌الطوایف برمی‌شمرد و خود را پادشاه آنجا می‌خواند؛ مخصوصاً پس از آنکه خاندان سلطنتی ساسانی به واماندگی کامل افتاد، این تصور قوت گرفت. چندی از سرداران که از دودمان شاهی نبودند، در پی گرفتن تاج‌وتخت برآمدند. سپهبد فرخ‌هرمز می‌خواست با عقد کردن ملکه آزرمیدخت به پادشاهی دست یابد، گرچه این آرزو زندگی او را بر باد داد ولی پسرش رستهم (رستم فرخزاد) انتقام او را گرفت. چیرگی سرداران بر ایران، همزمان با آخرین دورهٔ تحولات سیاسی عهد ساسانیان است اما این ملوک‌الطوایفی جدید، وقت کافی پیدا نکرد تا کاملاً ریشه فرو برد و تثبیت شود و حمله عرب اساس آن را برانداخت. باوجود این مرزبانان مرو، مروالرود، سرخس و کهستان در این موقع تقریباً مستقل بودند.

## نظرات مختلف مورخان در مورد دولت ساسانی
دولت ساسانی با وجود تمام معایب و کاستی‌هایی که داشت، بنایی بزرگ و کاخی باشکوه بود. نویسندگان عرب، دولت ساسانی را که سرمشق سیاست کشورهای مشرقی بوده، با تمجید و تحسین می‌ستایند و ملت ایران را به بزرگی نام می‌برند. ابو الفداء تاریخدان اهل سوریه می‌گوید «همه اقوام متفقند که پادشاهان ایران بزرگ‌ترین سلاطین جهان بودند، عقل و فکر و تدبیری به کمال داشتند و از حیث جهانداری هیچ‌یک از شاهان جهان را با آنان برابر نتوان کرد.» کریستن سن می‌نویسد ایرانیان در طی قرون متمادی مقام پیشوایی معنوی خود را در میان ملل اسلامی نگاهداشتند اما نیروی اخلاقی و سیاسی آنان بعد از سقوط دولت ساسانی بسیار ضعیف شد. سبب این ضعف چنان‌که بعضی پنداشته‌اند، این نیست که اسلام از حیث استواری مبانی اخلاقی کمتر از دین پارسی بوده است، بلکه یکی از علل انحطاط ملت ایران و از بین رفتن فرهنگ اصیل آن، برقراری حکومت عامه بود که براساس اسلام برقرار شد. طبقهٔ نجیب‌زادگان و فرهیختگان رفته‌رفته در سایر طبقات توده فرورفته، محو گردیدند، و صفاتی، که موجب امتیاز آنان بود، ضعیف شد.